# Synchlora magnaria
Synchlora magnaria là một loài bướm đêm trong họ Geometridae.